# Whitney (film 2015)
Whitney è un film per la televisione del 2015 diretto da Angela Bassett. Il film racconta la tormentata relazione tra la leggenda della musica Whitney Houston e il cantante R&B Bobby Brown.

## Trama
Nel 1989, Whitney Houston (Yaya DaCosta) è un fenomeno mondiale e un nome familiare con due album omonimo di grande successo al suo attivo.  Partecipa alla 3ª edizione dei Soul Train Awards con la sua amica del liceo e road manager Robyn (Yolonda Ross), che è lesbica.  Durante una categoria in cui il nome di Houston viene fischiato dal pubblico, si esibisce in seguito alla cerimonia.  È qui che incontra il collega cantante R&B Bobby Brown e poco dopo iniziano un corteggiamento, poiché è rimasta colpita dall'interpretazione di Brown di "Every Little Step". Nell'agosto 1989, Whitney invita Bobby alla sua sontuosa festa del 26º compleanno, dove Bobby scopre che fa uso di cocaina.
Whitney inizia a registrare il suo terzo album I'm Your Baby Tonight (1990), la relazione tra lei e Brown continua a sbocciare in modo coerente, portando a una relazione sessuale tra i due.  A sua insaputa, Brown ha una relazione con la sua ragazza Kim, che aveva appena dato alla luce sua figlia.  Proprio quando Houston scopre questo, ha il cuore spezzato e infuria.  Bobby in seguito interrompe i legami con Kim e Whitney in seguito riesce a farcela e perseverare nella già frenetica relazione.  Qualche tempo dopo, Brown non è in grado di replicare il successo del suo album Don't Be Cruel, poiché la sua etichetta discografica vuole che registri una compilation dei più grandi successi. Whitney e Bobby continuano a frequentarsi per diversi anni, con Brown che le propone di sposarsi entro la fine del 1991, e i due si sposano entro l'estate del 1992. In questo periodo, Kevin Costner sceglie Houston per recitare in quello che diventerà il suo debutto cinematografico “Guardia del corpo”. Sebbene inizialmente sia riluttante, Bobby la incoraggia a procedere.  Mentre sul set di Guardia del corpo, Houston subisce un aborto spontaneo, facendola diventare molto malata.  Cissy fa visita e convince Whitney a lasciare Bobby, ma Whitney rifiuta. Whitney lotta per stare al passo con la fama e placare Bobby, la cui carriera è passata in secondo piano rispetto alla sua, mentre continua a dilettarsi con l'uso di droghe dopo la nascita della figlia Bobbi Kristina.  Poco dopo, The Bodyguard e la sua successiva colonna sonora ottengono un enorme successo, portando Whitney a fare tournée internazionali per quasi due anni. La pressione continua a crescere sia per Whitney che per Bobby, principalmente Whitney, che continua ad abusare di droghe al culmine della sua celebrità. Bobby affronta la sua situazione in modo simile dopo aver perso il suo amico d'infanzia Steve a causa della violenza armata.

## Distribuzione
Negli Stati Uniti il film è stato trasmesso in prima visione assoluta il 17 gennaio 2015 su Lifetime mentre in Italia è stato trasmesso in prima visione assoluta su Sky Cinema Uno il 14 febbraio 2016.

## Accoglienza
Il film è stato accolto da recensioni miste dal pubblico e dalla critica. Sul sito Rotten Tomatoes ha un indice di gradimento del 62% sulla base di 17 recensioni.
Il film è stato visto da 4.5 milioni di telespettatori durante la sua prima messa in onda.